# Lough Ree
Il Lough Ree (Loch Rí in gaelico irlandese) è in ordine di grandezza il secondo dei tre grandi laghi formati dal corso del fiume Shannon, e si trova nell'Irlanda centrale. Gli altri due grandi laghi sono il Lough Allen, a nord, e il Lough Derg, a sud-ovest.

## Localizzazione
Il lato occidentale del lago si trova nel territorio della contea di Roscommon, mentre la riva orientale è per la metà settentrionale nella contea di Longford e per la metà meridionale nella contea di Westmeath.

## Economia
Le popolazioni che abitano nei villaggi presso le rive del lago sono per lo più dedite all'agricoltura e nel settore del commercio della torba, che abbonda soprattutto sulla riva orientale del lago.

## Fauna
Il lago è ricco di pesce. Si possono trovare le anguille, trote, triotti, lucci e altre varietà di pesce. La zona lacustre è inoltre popolata da una variegata serie di uccelli.

## Curiosità
Nella città di Athlone è possibile noleggiare barche o prendere parte a gite organizzate in traghetto.

## Galleria d'immagini

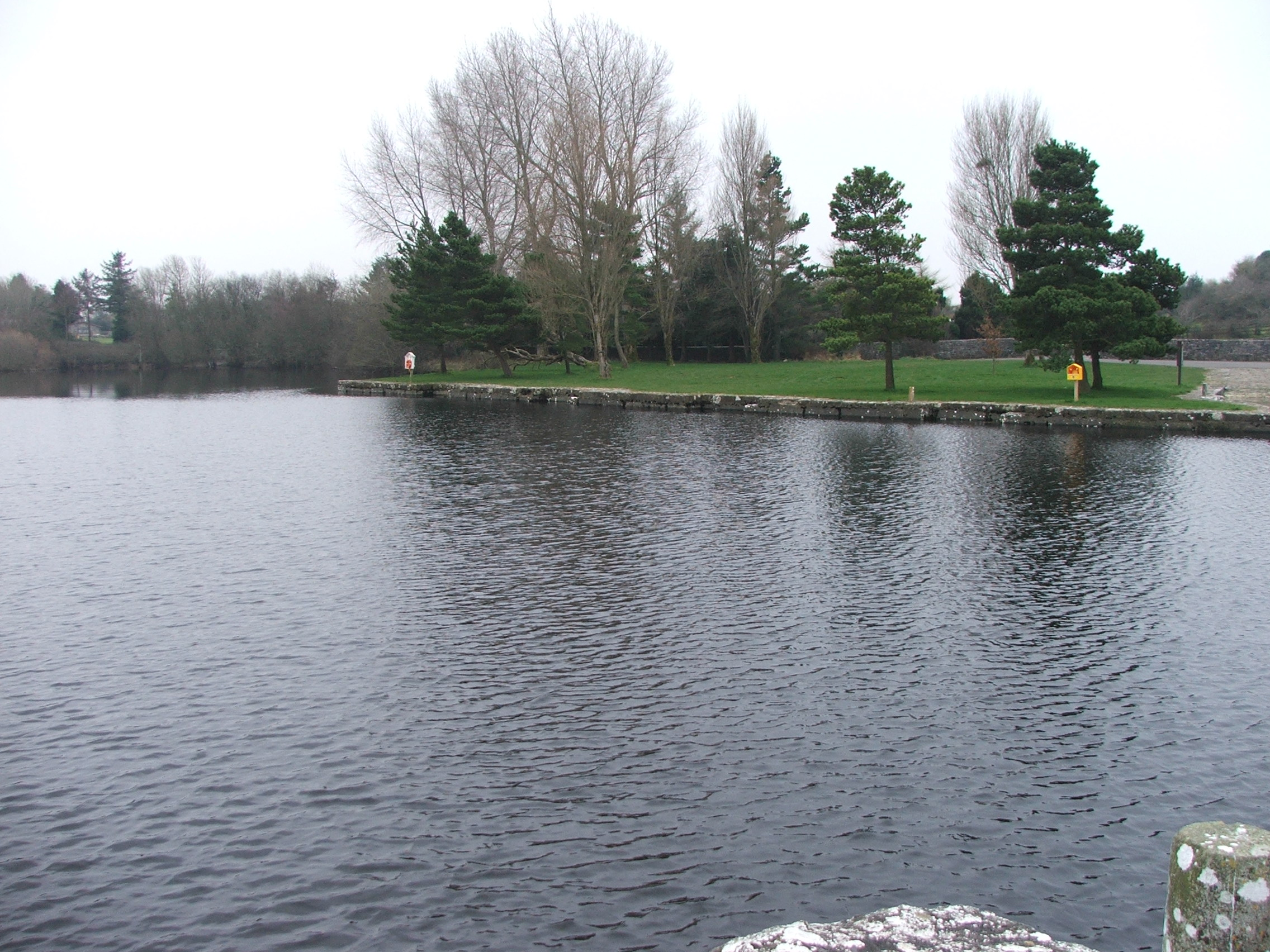
l porticciolo di Barley visto dal molo